# Aeroportul Novi Sad
Aeroportul Novi Sad (IATA: QND, ICAO: LYNS) este un aeroport din Čenej⁠(d), Districtul Bačka de Sud, Voivodina, Serbia ce deservește zona Novi Sad. A fost deschis în 1994 și numit după zona deservită.
Situat la o altitudine de 76 m, aeroportul dispune de o singură pistă. Este operat de Novi Sad.